# Park Miyashita
Park Miyashita (jap. 宮下公園 Miyashita Kōen) – park w dzielnicy Shibuya, w Tokio, w Japonii.

## Opis
Na miejscu dawnego, niewielkiego parku Miyashita usytuowanego w samym sercu dzielnicy Shibuya, wciśniętego pomiędzy linie kolejowe i ruchliwe ulice, stworzono w ostatnich latach nowy, wielofunkcyjny i wielopoziomowy kompleks handlowo-rozrywkowy o nazwie Miyashita Park o długości 330 metrów. Znajdują się tam: centrum handlowe, obiekty sportowe, restauracje, hotel i park na dachu.

## Historia
- 1930 – park otwarto z inicjatywy miasta Tokio jako teren zielony pomiędzy rzekami: Shibuya i Uda a linią Yamanote
- 1964 – rzekę Shibuya przekształcono na kanał burzowy. W tym samym czasie pod parkiem zostaje zbudowany parking, a sam teren podniesiony
- 2006 – na terenie parku otwarto nowy kort tenisowy
- 2011 – otwarcie parku w postaci nowego kompleksu handlowo-sportowego

## Galeria

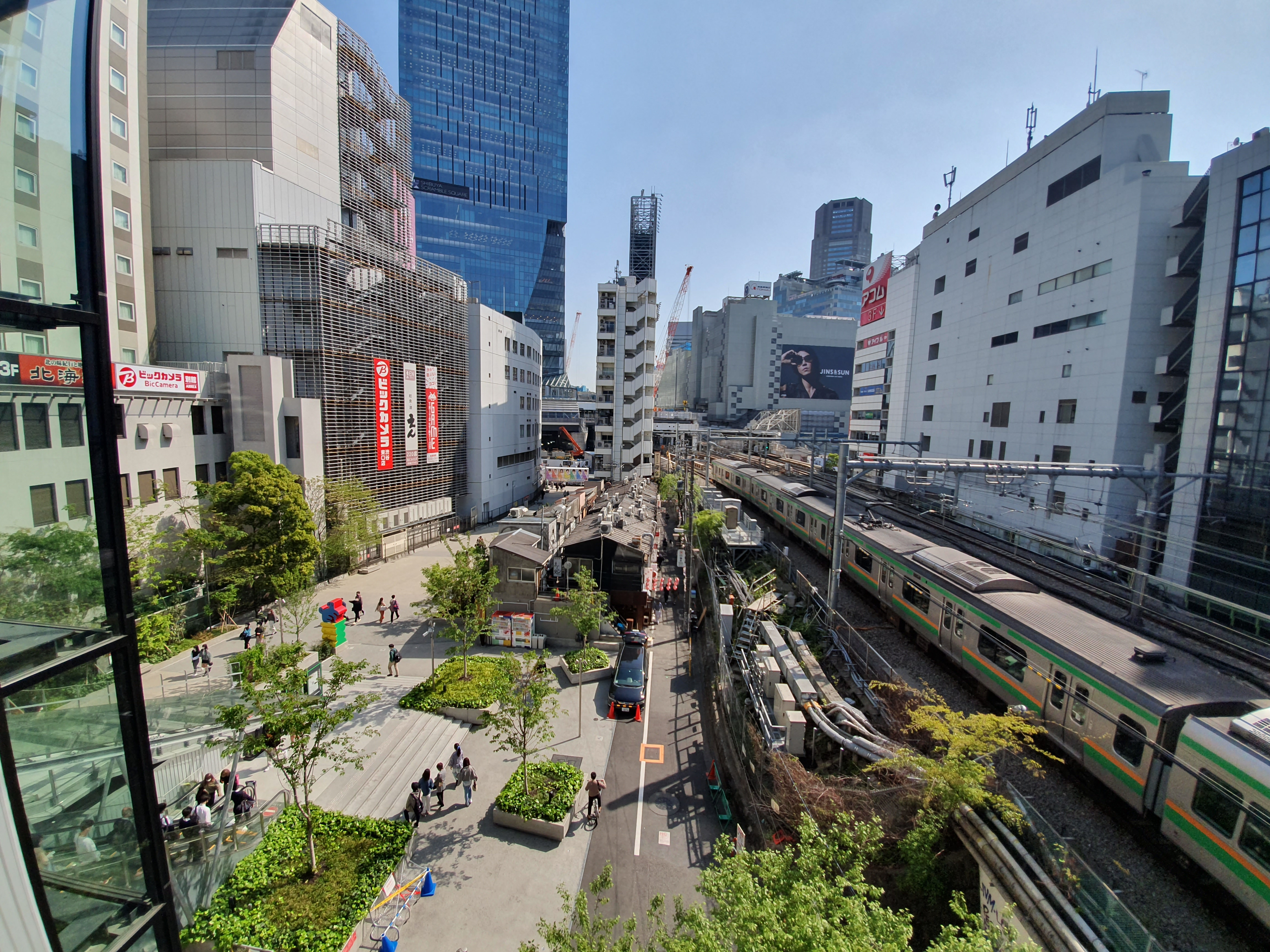
Park Miyashita Park, 2021
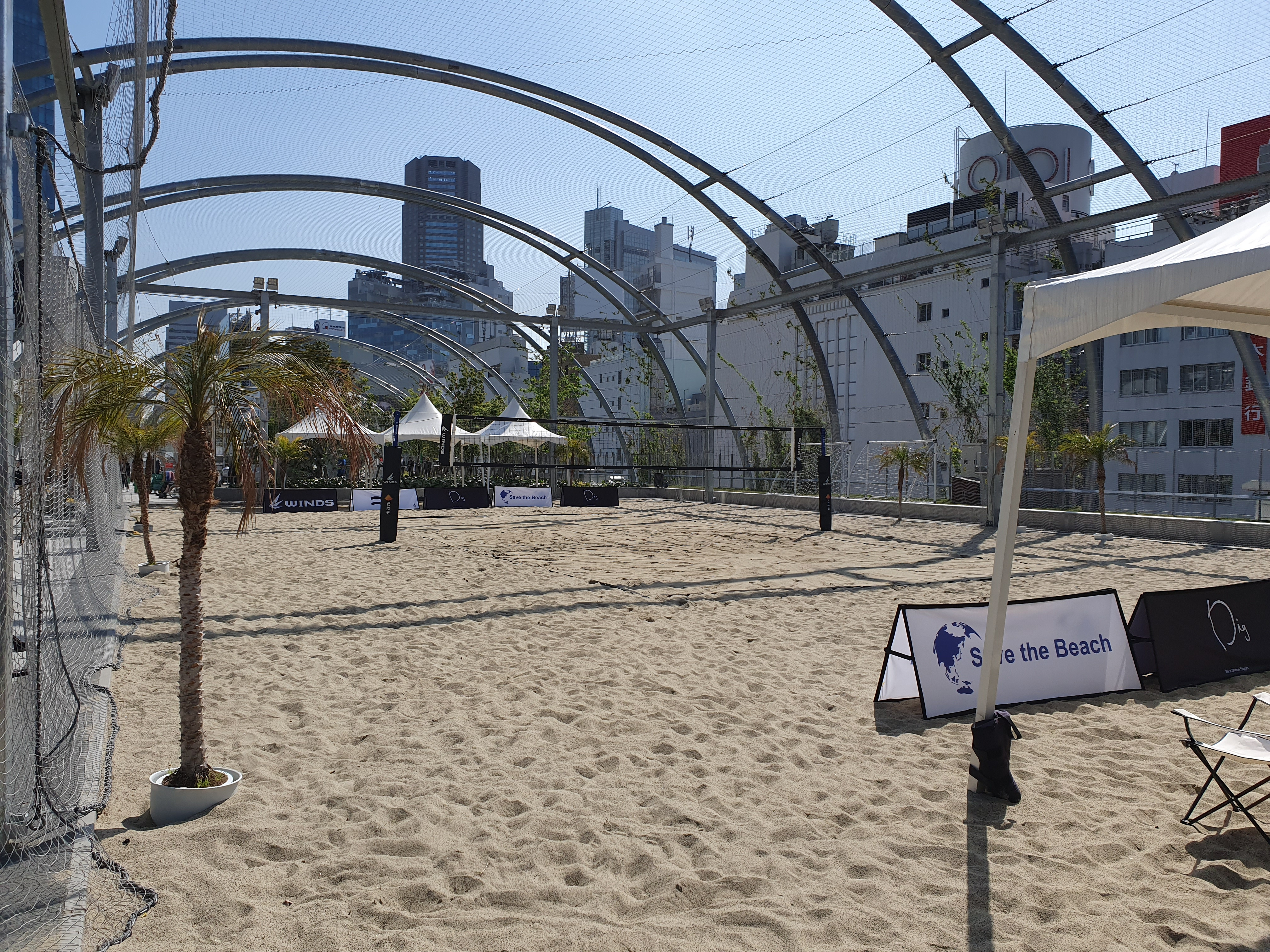
Sektor sportowy parku, 2021
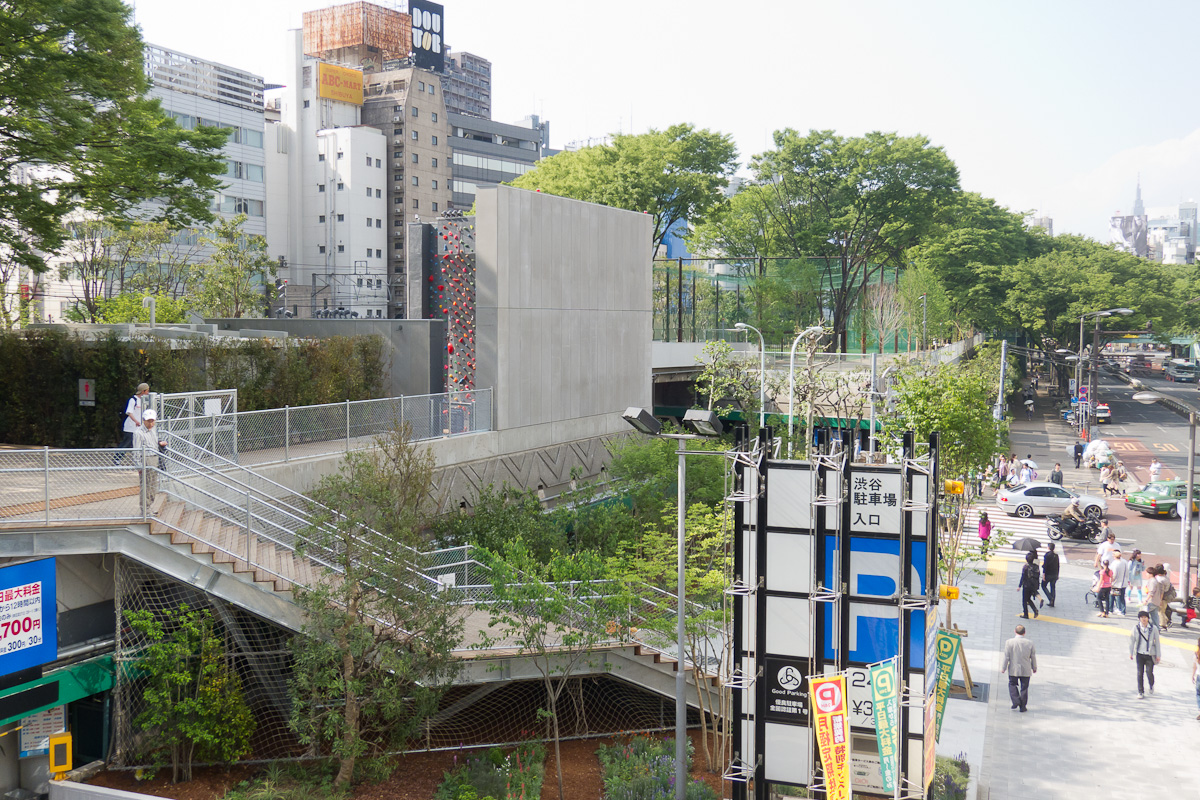
Miyashita Park, 2011
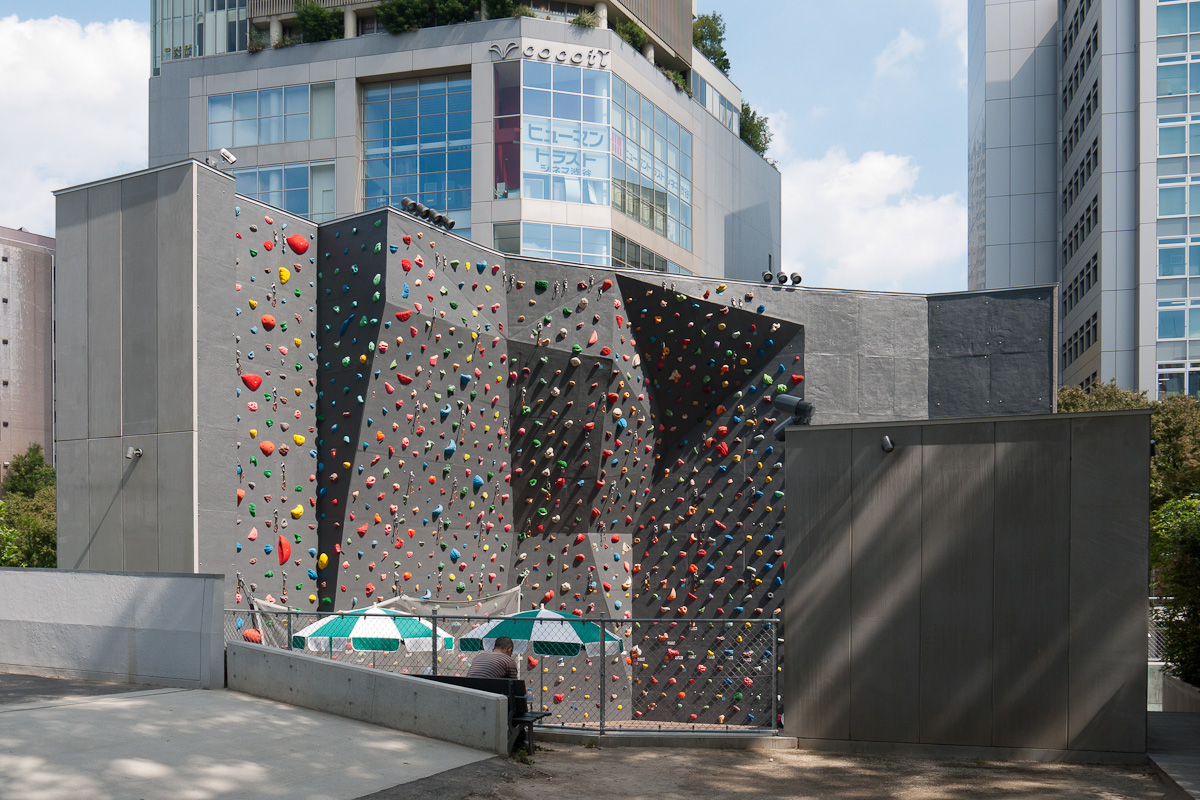
Ściana wspinaczkowa, 2011